# 311 a.C.

## Eventos
- Continua a Segunda Guerra Samnita
- Quinto Emílio Bárbula, pela segunda vez, e Caio Júnio Bubulco Bruto, pela terceira vez, cônsules romanos.